# Braulio Coroneaux
Central Azucarero Braulio Coroneaux fue un antiguo Ingenio azucarero cuyo nombre original era Central Macagua, estaba ubicado en la región de Sagua La Grande de la antigua provincia de Las Villas, actualmente perteneciente al municipio Cifuentes de la provincia de Villa Clara.
Sus límites eran los siguientes: 
- Por el Norte: con el antiguo Trapiche "San Antonio", propiedad de la familia González Abreu así como por el potrero de Mata propiedad de Marta Abreu.
- Por el Sur: con el nombrado callejón de Mata.
- Por el Este: con la Finca "Clavellina", también de Martha Abreu.
- Por el Oeste: con el camino real de Mata a Santa Clara.

El 29 de marzo de 1891 ocurrió un incendio que destruyó totalmente la casa de calderas y la maquinaria que era de triple efecto.
Fueron sus dueños los hermanos Betharte, hijos de Domingo Betharte, un rico hacendado sagüero asesinado por las tropas españolas en "La masacre de Olayita" a finales de febrero de 1896. Sus sucesores con su primogénito Domingo al frente tenían entre sus muchas propiedades el ingenio Macagua cerca de Mata. 
Después del triunfo de la Revolución Cubana fue el primer central azucarero nacionalizado por el gobierno revolucionario, al frente de la cual estuvo Jesús Suárez Gayol.
Fue demolido entre los años 2002 y 2004. 